# Dravidiske sprog
De dravidiske sprog er en sprogfamilie med omkring 26 sprog som hovedsageligt tales i det sydlige Indien og Sri Lanka, foruden visse områder i Pakistan, Nepal og det østlige og centrale Indien. De dravidiske sprog tales af mere end 200 millioner mennesker.
Dravidiske sprog omfatter:
- Tamil
- Kannada
- Malayalam
- Telugu